# Un dimanche de septembre
 (avril 2022).
Pour plus de détails, voir Fiche technique et Distribution.
Un dimanche de septembre (En söndag i september) est un film suédois réalisé par Jörn Donner, sorti en 1963.

## Synopsis
L'histoire triste et banale de deux jeunes gens, Birgitta et Stig, qui se rencontrent, tombent amoureux, se marient, conçoivent un enfant et se quittent par un triste dimanche de septembre.

## Fiche technique
- Titre original : En söndag i september
- Titre français : Un dimanche de septembre
- Réalisation : Jörn Donner
- Assistant-réalisateur : Manuel Costa e Silva
- Scénario : Jörn Donner
- Scripte : Inga-Lisa Britz
- Directeur de la photographie : Tony Forsberg
- Musique : Bo Nilsson, Peter Jacques
- Décors : Erik Aaes
- Costumes : Mago
- Montage : Wic Kjellin
- Son : Nils-Olov Törnberger
- Mixage ; Sven Fahlén
- Directeur de production : Gunnar Oldin
- Production et distribution : Europa Film
- Pays d'origine : Suède
- Format : Noir et blanc - Mono
- Genre : drame
- Date de sortie  Suède 1er septembre 1963

## Distribution
- Harriet Andersson : Birgitta
- Thommy Berggren : Stig
- Barbro Kollberg : la mère de Birgitta
- Harry Ahlin : le père de Birgitta
- Axel Düberg : le frère de Birgitta
- Jan-Erik Lindqvist : l'ingénieur Gustaf Karlsson
- Ellika Mann : Madame Karlsson
- Roland Söderberg : le prêtre

## Distinctions
- Prix de la première œuvre (ex æquo avec Le Joli mai de Chris Marker) à la Mostra de Venise 1963